# Calceína
Calceína, também conhecida como fluorexona, complexo de fluoresceína, é um corante fluorescente de fórmula C30H26N2O13 
com uma excitação e emissão de comprimentos de onda de 495/515nm, respectivamente.  Calceína também auto-extingue-se em concentrações acima de 100mM. 

## Usos
É usada como um indicador complexométrico para titulação de íons cálcio com EDTA, e para determinação fluorométrica de cálcio, mesmo na presença de magnésio. Tem a aparência de cristais de cor laranja.
O derivado acetometoxi da calceína (calceína AM) é usado em biologia já que pode ser transportado através da membrana celular em células vivas, o que a faz útil para testes de viabilidade de células e para marcação de células. O grupo acetometóxi obscurece a parte da molécula que forma quelato com cálcio.. Após o transporte na célula, esterase intracelulares removem o grupo. a molécula liga-se ao cálcio no interior da célula (reultando numa forte fluorescência verde), e aprisionada ali. Como células mortas perdem esterases ativas, somente células vivas são marcadas.
Calceína é também usada para marcar peixes recentemente capturados e para a etiquetação de ossos em animais vivos.